# بوب بيري (لاعب كرة قاعدة)
بوب بيري (بالإنجليزية: Bob Perry)‏ هو لاعب كرة قاعدة أمريكي، ولد في 14 سبتمبر 1934 في نيوبيرن في الولايات المتحدة، وتوفي في 2 يوليو 2017.

## وصلات خارجية
- بوب بيري على موقعبيزبول رفرنس.كوم (الدوري الرئيسي) (الإنجليزية)
- بوب بيري على موقعبيزبول رفرنس.كوم (الدوري الثانوي) (الإنجليزية)